# Tamus edulis
Tamus edulis é uma espécie de planta com flor pertencente à família Dioscoraceae. 
A autoridade científica da espécie é Lowe, tendo sido publicada em Transactions of the Cambridge Philosophical Society 4: 12. 1831.

## Portugal
Trata-se de uma espécie presente no território português, nomeadamente no Arquipélago da Madeira.
Em termos de naturalidade é endémica da região Macaronésia.
No arquipélago da Madeira, ocorre nas ilhas da Madeira, Porto Santo e mas Desertas. Não ocorre nas ilhas Selvagens.

## Protecção
Não se encontra protegida por legislação portuguesa ou da Comunidade Europeia.